# Ніколай Младенов
Ніколай Євтімов Младенов (болг. Николай Евтимов Младенов; нар. 5 травня 1972, Варна) — болгарський політик, міністр закордонних справ Болгарії від 27 січня 2010 по 13 березня 2013. 2 серпня 2013 був призначений Генеральним секретарем Організації Об'єднаних Націй Пан Гі Муном Спеціальним представником з питань Іраку і главою Місії ООН у цій країні. 5 лютого 2015 року Младенов був призначений Спеціальним координатором ООН з близькосхідного мирного процесу.

## Біографія
Народився 5 травня 1972 року в місті Варна в сім'ї дипломата. У 1995 році закінчив Університет національного та світового господарства в Софії за фахом «Міжнародні відносини», в 1996 році — Кінгс-коледж в Лондоні. Працював у фонді Відкрите суспільство, болгарському відділенні Всесвітнього банку, Європейському інституті в Софії. У 2001 році був обраний в Народні збори від Союзу демократичних сил.
У парламенті був заступником голови комісії з європейської інтеграції і членом комісії із зовнішньої політики, оборони і безпеки. У 2002 році був обраний в Національну виконавчу раду СДС, в 2004 році став заступником голови партії, в 2005 році пішов у відставку.
На виборах в Європарламент 2007 року був обраний від партії ГЄРБ. У Європарламенті брав участь в роботі комісій з внутрішнього ринку ЄС, захисту прав споживачів, зовнішньої політики і в підкомісії по безпеці і обороні, в делегації по стосунках з Іраком (перший заступник), Ізраїлем і Афганістаном.
Після парламентських виборів 2009 року став міністром оборони в новому уряді Бойко Борисова. 27 січня 2010 року після відставки Румяни Желевої став новим міністром закордонних справ.
У листопаді 2010 року виступив з ініціативою скорочення кількості болгарських посольств з міркувань економії. У грудні того ж року заявив про намір домагатися усунення з посади послів, що були раніше агентами держбезпеки і виявлених в результаті люстрації чиновників.